# Anse-à-Pitres
Anse-à-Pitres, in creolo haitiano Ansapit, è un comune di Haiti facente parte dell'arrondissement di Belle-Anse nel dipartimento del Sud-Est.